# Драгутин Лазаревић Цакан
Драгутин Лазаревић — Цакан (Шабац 15. децембар 1918 — Прњавор, 19. август 1941) је југословенски атлетичар, државни рекордер у скоку удаљ и државни репрезентативац.

## Биографија

### Атлетика
Као шеснаестогодишњак излази први пут на спортску сцену као гимнастичар, члан ондашњег Сокола. На првим жупским такмичењима 1934. године у Београду освојио је 17 место у конкуренцији 94 такмичара. Одмах после тога постао је атлетичар најпре шабачке
„Мачве“, а иза тога учланио се у секцију „Југославије“ у Београду.
У Панчеву 15. маја 1938. године, Лазаревић је скочио тачно седам метара, па је учествовао на Балканским атлетским играма у Београду. Освојио је 5 место са даљином 6,53 метра. Годину дана касније ма Балканским играма у Атини, такође осваја пето место са даљином 6,38 метара.
Свој најбољи резултат у скоку удаљ постигао је у Београду 22. јуна 1940. године на атлетском мечу Југославија — Мађарска, кда је скочио удаљ 7,03 метра и заузео друго место, а био је други и у троскоку даљином 14,07 метара.
Лазаревић је уписао Правни факултет у Београду 1938. године, а касније прелази на Државни институт за физичку културу да би лакше могао да тренира и путује на такмичења. И када се очекивао његов даљи успон и напредак у европске атлетске врхове избио је Други светски рат.

### Погибија
По причању његових другова 18. августа био је у Шапцу и сви заједно су се договорили да напусте град и оду на село и потраже везу са партизанским одредом. Казнена експедиција немачке фашистичке војске приближавала се Мачви. Лазаревић обвештава другове да сам иде у Прњавор где ће их сутра сачекати, али га они нису затекли живог.
Одреди фашистичке војске стигли су у Прњавор и извели све мушкарце из кућа. У групи са 110 мештана села Прњавора налазио се и Драгутин Лазаревић. Пре стрељања строју је пришао један фолксдојчер који је препознао Лазаревића и позвао га да изађе из строја, јер му ту није место са „бандитима“. Лазаревић је то одбио и стрељан је са осталима 19. августа 1941. године.